# Коэн, Шалом
Шалом Коэн (ивр. שלום כהן‎, 3 ноября 1930, Иерусалим — 22 августа 2022, Иерусалим) — израильский раввин. Он был рош-ешивой отделения ешивы «Порат Йосеф» в Старом городе Иерусалима и духовным лидером политической партии ШАС. Он был членом раввинского совета партии «Совет мудрецов Торы» с 1984 года до своей смерти и был его старейшим членом. 

## Ранние годы и образование
Шалом Коэн родился 3 ноября 1930 года. Он был одним из восьми детей раввина Эфраима Хакоэна, сефардского каббалиста, в Иерусалиме, который был учеником Йосефа Хаима в Багдаде до иммиграции в Палестину в 1924 году. В 1930 году, когда родился Коэн, его отец был назначен рош-ешивой ешивы «Порат Йосеф» в Старом городе Иерусалима. 
Коэн начал учиться в ешиве «Порат Йосеф» в возрасте 13 лет и заслужил репутацию «усердного и изобретательного». Он женился на Яэль, дочери раввина Мансура Бен Шимона, каббалиста из Цфата, который также преподавал в Порат Йосеф. У пары было восемь детей.
Коэн начал читать лекции в школе Порат Йосеф после своей свадьбы и обучал студентов на протяжении десятилетий. В 1966 году он был назначен рош-ешивой отделения ешивы «Порат Йосеф» в Старом городе. Хотя его отец и тесть были каббалистами, сам он таковым не являлся.

## Политическая деятельность
Коэн впервые вышел на политическую арену в 1984 году, когда он согласился на просьбу раввина Овадьи Йосефа поддержать создание партии ШАС и войти в состав нового раввинского совета «Совет мудрецов Торы». В апреле 2014 года, через шесть месяцев после смерти Йосефа, Коэн стал его преемником на посту «наси» (президента) совета.
Коэн был ярым критиком ортодоксально-модернистских и светских евреев в Израиле. В 2013 году он сравнил религиозную сионистскую общину с Амалеком, библейским заклятым врагом еврейского народа, а в 2015 году он назвал израильский государственный гимн «Хатиква» «глупой песней». Он сказал израильским солдатам на молитвенном собрании во время конфликта между Израилем и Газой в 2014 году: «Как вы думаете, нужна ли народу Израиля армия? За Израиль сражается Всемогущий Бог».
Он также выразил жёсткую позицию по вопросам, затрагивающим общину харедим в Израиле. В 2014 году он осудил пагубные последствия для израильских евреев-сефардов предложенного израильского закона о призыве студентов иешивы и опубликовал письмо, в котором запретил женщинам-харедим проходить послешкольное обучение в академических колледжах. Он призвал своих избирателей воздержаться от использования смартфонов и активизировать своё участие в изучении Торы.

## Другая деятельность
Коэн входил в совет директоров Beis Din Tzedek Neveh Tzion, кошерного сертификационного агентства, основанного его зятем, раввином Нисимом Бен Шимоном и раввином Шломо Бен Шимоном.

## Смерть
Коэн умер в Иерусалиме 22 августа 2022 года в возрасте 91 года; на похоронах присутствовали десятки тысяч человек.